# آن من إنجلترا
آن من إنجلترا (الأميرة زهرة) هي إحدى أميرات المملكة المتحدة من ذرية الملكة فكتوريا والأمير ألبرت.

## الخلاف حولها
لا يزال الدجل واسعاً حول وجودها من الأساس فالأسرة الحاكمة في لندن تحاول أخفاء الادلة التاريخية حول وجودها، بسبب تخليها عن لقب النبالة الإنجليزية ما يعد عملا ً مشيناً بحسب التقاليد الفكتورية، وبحسب ما ورد فإنها القت الأمير غازي العباسي (أمير قبلي عراقي) في رحلة سياحية لها في القسطنطينية فتزوجها وعاد بيها إلى هور الدخن واسكنها في ما سمي لاحقاً قلعة عبد زيد والتي تعرف اليوم بقلعة ابن مرجان في العراق .